# Davo (kachelfabrikant)
DAVO was een bedrijf in de Nederlandse stad Deventer dat kolenkachels produceerde.
Het bedrijf is vernoemd naar de legendarische naamgever van Deventer, Davo, die een metgezel van Lebuïnus, patroonheilige van de stad, zou zijn.
Het bedrijf is voortgekomen uit een smederij. In 1933 dreigde DAVO failliet te gaan, maar werd daarop overgenomen door een toeleverancier van gietstukken, Gieterij Ubbink. Deze kon aldus een belangrijke afnemer behouden.
In 1959 werd DAVO ondergebracht in de houdstermaatschappij Ubbink-DAVO. Deze ging echter in 1966 failliet, waarop het bedrijf moest sluiten. Dit had ontslag voor de toenmalige 260 werknemers tot gevolg. De in de houdstermaatschappij ondergebrachte gieterij bleef nog wél voortbestaan.